# نادي كهرباء الإسماعيلية
نادي كهرباء الإسماعيلية، هو نادٍ مصري لكرة القدم مقره الإسماعيلية، مصر.تأسس عام 1935. يلعب حاليًا في الدرجة الثانية المصرية (ثاني أعلى دوري في نظام الدوري المصري لكرة القدم).
في عام 2018، هبط النادي إلى دوري القسم الثالث بعد خسارته أمام الزرقا بهدف مقابل لا شيء.